# Championnats d'Europe d'escrime 1982
Navigation
Édition précédente Édition suivante
Les championnats d'Europe d'escrime 1982 se sont disputés à Mödling en Autriche en 1982.  La compétition organisée par la fédération autrichienne d'escrime, sous l'égide de la Confédération européenne d'escrime a vu s'affronter des tireurs des différents pays européens lors de 4 épreuves différentes. Les épreuves sont uniquement individuelles.
Avec deux titres sur quatre possibles et 2 troisièmes places, l'Italie est pour la deuxième fois de suite en tête du classement des médailles.

## Résultats
| Épreuves                              | Or               | Argent            | Bronze            |
| ------------------------------------- | ---------------- | ----------------- | ----------------- |
| Épée                                  |                  |                   |                   |
| Hommes individuel résultats détaillés | Olivier Carrard  | Ernő Kolczonay    | Robert Felisiak   |
| Fleuret                               |                  |                   |                   |
| Hommes individuel résultats détaillés | Mauro Numa       | Matthias Gey      | Andrea Borella    |
| Femmes individuel résultats détaillés | Dorina Vaccaroni | Gertrúd Stefanek  | Carola Cicconetti |
| Sabre                                 |                  |                   |                   |
| Hommes individuel résultats détaillés | Tadeusz Pigula   | Andrzej Kostrzewa | Rudolf Nébald     |

## Tableau des médailles
| Rang  | Nation               | Or | Argent | Bronze | Total |
| ----- | -------------------- | -- | ------ | ------ | ----- |
| 1     | Italie               | 2  | 0      | 2      | 4     |
| 2     | Pologne              | 1  | 1      | 1      | 3     |
| 3     | Suisse               | 1  | 0      | 0      | 1     |
| 4     | Hongrie              | 0  | 2      | 1      | 3     |
| 5     | Allemagne de l'Ouest | 0  | 1      | 0      | 1     |
| Total | Total                | 4  | 4      | 4      | 12    |